# Lepidozamia peroffskyana
Lepidozamia peroffskyana Regel, 1857 è una cicade della famiglia delle Zamiaceae, endemica dell'Australia.
La descrizione della specie fu fatta dal botanico tedesco Eduard August von Regel nel 1857, basandosi su un esemplare conservato presso l'orto botanico di San Pietroburgo. L'epiteto specifico è un omaggio a Lev Alekseevič Perovskij (1792-1856), direttore dell'orto all'epoca della messa a dimora dell'esemplare.

## Descrizione

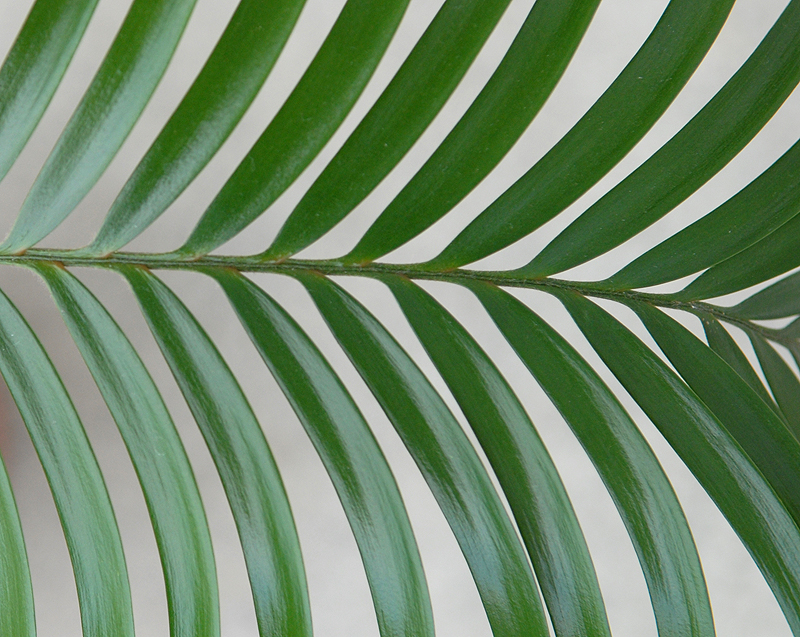
Dettaglio della foglia

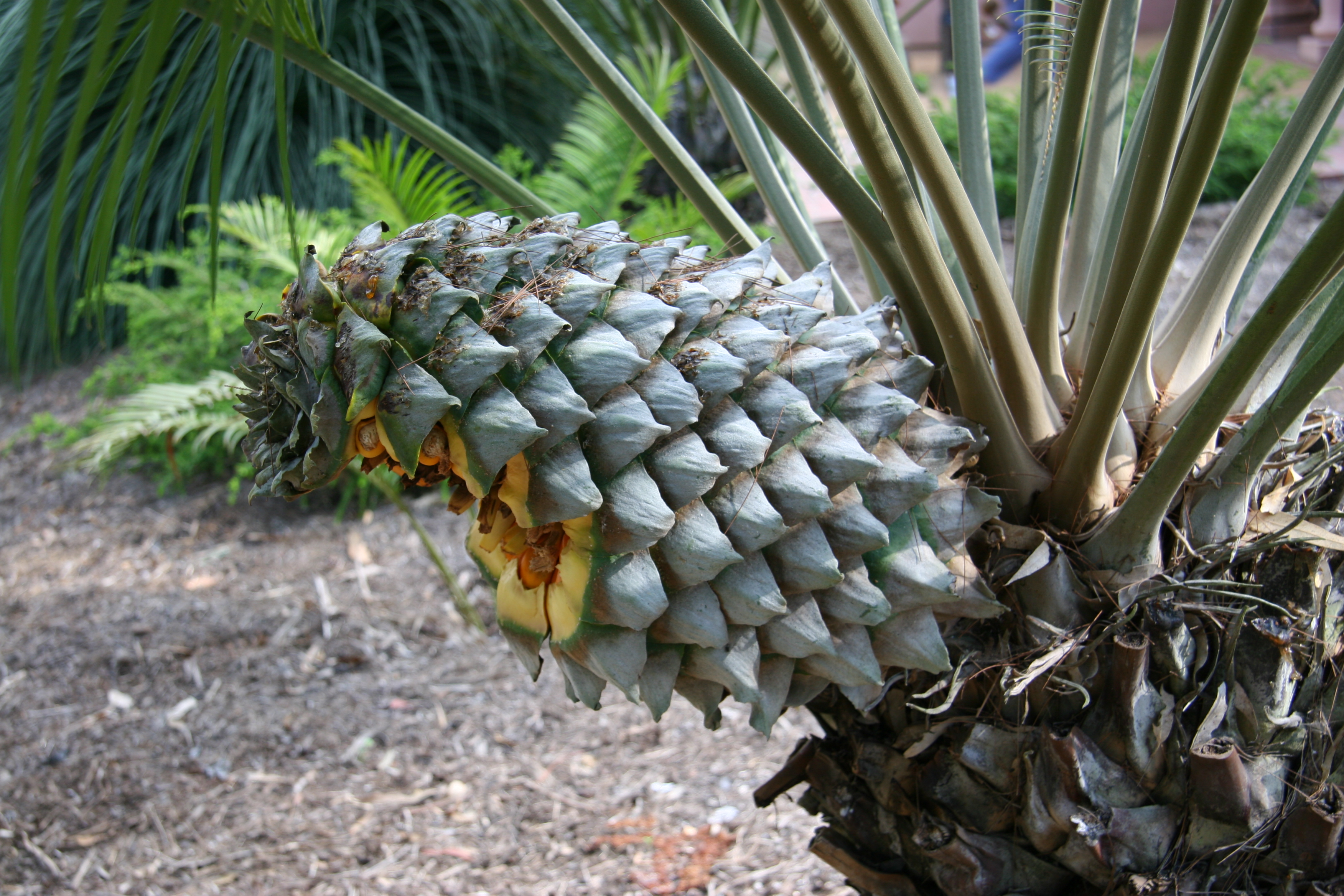
Cono

È una specie con portamento arborescente, con fusti alti sino a 7 m, con un diametro di 80 cm.

Le foglie lunghe 150–300 cm, pennate, di colore verde brillante, sono disposte a corona sulla sommità del fusto. Ogni foglia è composta da 150-250 foglioline lanceolate, lunghe 20-40  cm, che si inseriscono alterne sul rachide centrale; le foglie sono caratteristicamente prive di venatura centrale e presentano da 7 a 13 venature parallele.

È una specie dioica. Il cono maschile è di forma grossolanamente cilindrica, di colore grigio-bruno, lungo 45–75 cm, con un diametro di 12–19 cm. I coni femminili sono anch'essi cilindrici, lunghi 40–90 cm, con diametro di 12–25 cm.

I semi sono ovoidali, lunghi 40–60 mm, ricoperti da un tegumento di colore rosso.

## Biologia
È una specie dioica che si riproduce per impollinazione entomofila ad opera del coleottero curculionide Tranes lyterioides.
Tali insetti compiono il loro intero ciclo vitale all'interno dei coni di diverse Zamiaceae: gli adulti si nutrono del polline e depongono le loro uova nei tessuti del cono, di cui si nutrono le larve. Lo stretto rapporto di interdipendenza tra insetto e pianta è un tipico esempio di coevoluzione.

## Distribuzione e habitat
L'areale di questa specie è ristretto all'estremità sud-orientale del Queensland e a quella nord-orientale del Nuovo Galles del Sud.

Cresce in piccole popolazioni ai margini della foresta pluviale o nella foresta umida sclerofilla, dal livello del mare sino a 1.000 m di altitudine.

## Conservazione
Nonostante l'areale relativamente limitato, L. peroffskyana può vantare una popolazione stimata di oltre 20.000 esemplari, e paertanto la IUCN Red List la classifica come specie a basso rischio (Least Concern).
La specie è inserita nell'Appendice II della CITES.